# Siton Undae
Siton Undae és una formació geològica de tipus unda a la superfície de Mart, localitzada amb el sistema de coordenades planetocèntriques a 77.5 ° latitud N i 301.4 ° longitud E, que fa 222.97 km de diàmetre. El nom va ser aprovat per la UAI el 20 de març de 2007 i fa referència a una característica d'albedo.